# Pontebba
Pontebba (tiếng Friuli: Ponteibe, tiếng Đức: Pontafel, tiếng Slovene: Tablja) là một đô thị ở tỉnh Udine trong vùng Friuli-Venezia Giulia. Nó có cự ly khoảng 100 km về phía tây bắc của Trieste và khoảng 50 km về phia bắc của Udine, on the border with Áo. Tại thời điểm ngày 31 tháng 12 năm 2004, Pontebba có dân số 1.683 người và diện tích là 97,7 km².

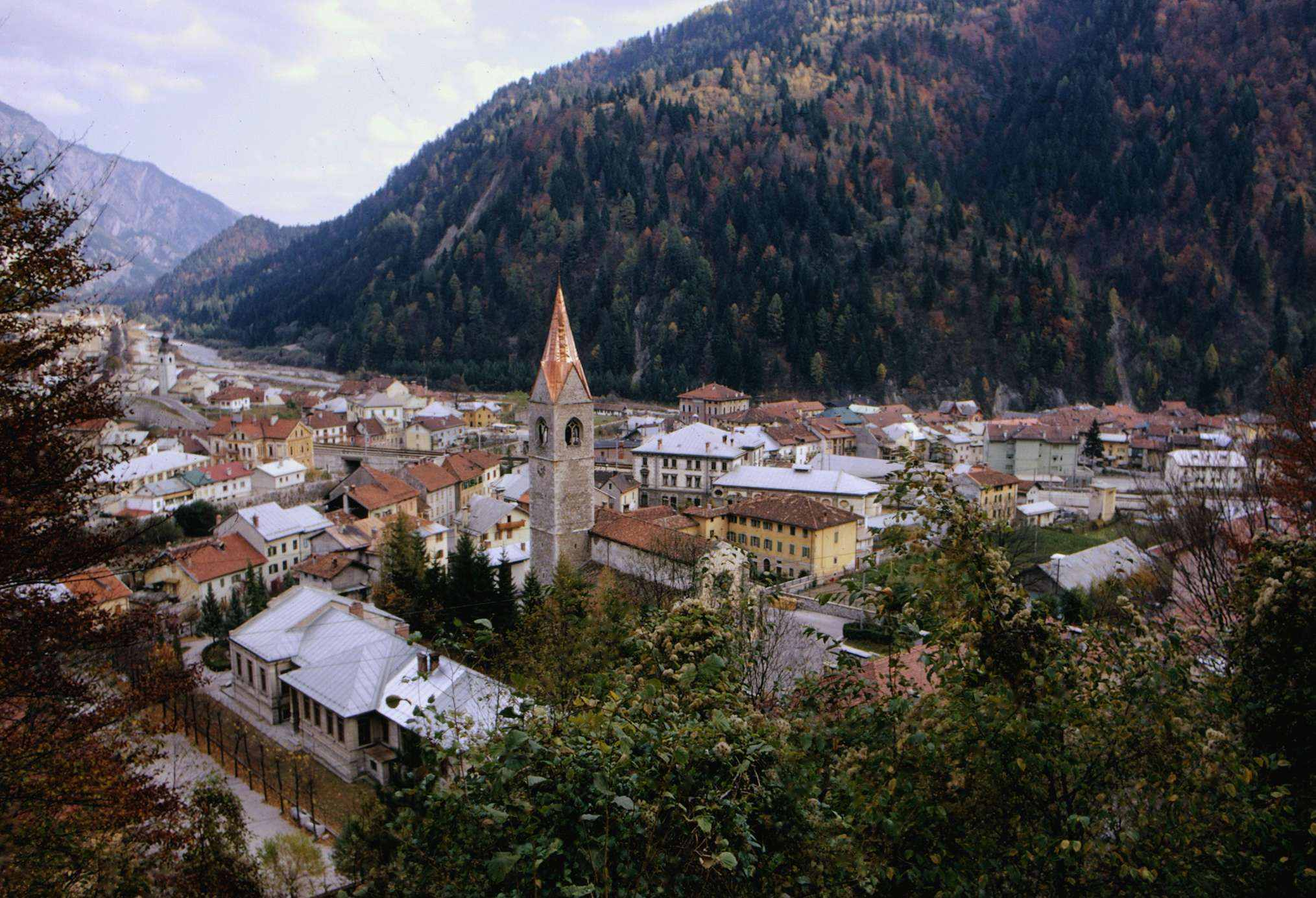
Pontebba

Đô thị này có các frazioni (đơn vị cấp dưới, chủ yếu là các làng) Aupa, Frattis, Laglesie San Leopoldo, Studena Alta, Studena Bassa và Pietratagliata.
Pontebba giáp các đô thị: Dogna in the south, Hermagor-Pressegger See (Áo) về phía bắc, Malborghetto Valbruna về phía đông và Moggio Udinese về phía tây.